# Rámánudzsan-állandó
A Rámánudzsan-állandó, {\displaystyle e^{\pi {\sqrt {163}}}}, értéke nagyon közel van egy egész számhoz:
{\displaystyle e^{\pi {\sqrt {163}}}=262\ 537\ 412\ 640\ 768\ 743,99999999999925\dots } {\displaystyle \approx 640320^{3}+744.}
Az értéket 1859-ben Charles Hermite matematikus fedezte fel (Rámánudzsan születése előtt).
1975. április 1-jén a Scientific American magazin egyik cikkében, a "Matematikai játékok"-ban Martin Gardner szerkesztő egy hoaxot helyezett el, amiben azt állította, hogy a szám tényleg egész szám, és felfedezőjének Srínivásza Rámánudzsan indiai matematikus zsenit nevezte meg, aki szerinte megjósolta a szám értékét (mint fentebb olvasható, a felfedező nem ő volt). Martin Gardner néhány hónap múlva beismerte, hogy csak ugratásról volt szó.
A számérték valóban létezik, de nem egész szám. A komplex szorzás, a moduláris formák és a j-invariáns segítségével magyarázható.

## Fordítás
Ez a szócikk részben vagy egészben  a   Heegner number című angol Wikipédia-szócikk fordításán alapul.  Az eredeti cikk szerkesztőit annak laptörténete sorolja fel. Ez a jelzés csupán a megfogalmazás eredetét és a szerzői jogokat jelzi, nem szolgál a cikkben szereplő információk forrásmegjelöléseként.